# Casa romana (Spoleto)
La Casa romana di Spoleto, datata all'inizio del I secolo d.C., è una abitazione signorile scoperta dall'archeologo spoletino Giuseppe Sordini negli anni 1885-1886 e scavata a più riprese fino al 1914. Si trova in parte sotto la piazza del Municipio e in parte sotto il Palazzo comunale di cui occupa le fondamenta.

## Rinvenimento
I primi scavi, limitati al piazzale davanti al Palazzo comunale, furono possibili grazie all'impegno del Sordini e ad un modesto contributo messo a disposizione dall'ambasciatore inglese John Savile Lumeley. Furono scoperti gli ambienti centrali e quelli sul lato destro della casa: l'atrio, un cubicolo, l'ala, il tablino e il triclinio. Nel corso degli scavi, una polemica riguardò il rischio potenziale sulla stabilità del Palazzo comunale. Gli studi e i calcoli del Sordini si rivelarono corretti, riuscendo a riportare alla luce gli ambienti della casa romana senza alterare la stabilità delle strutture sovrastanti. Altre ricerche successive furono finanziate dal Ministero della Pubblica Istruzione e dal Comune, ma, per scarsità di fondi, il recupero completo degli ambienti presso il peristilio avvenne solo nel 1912. 

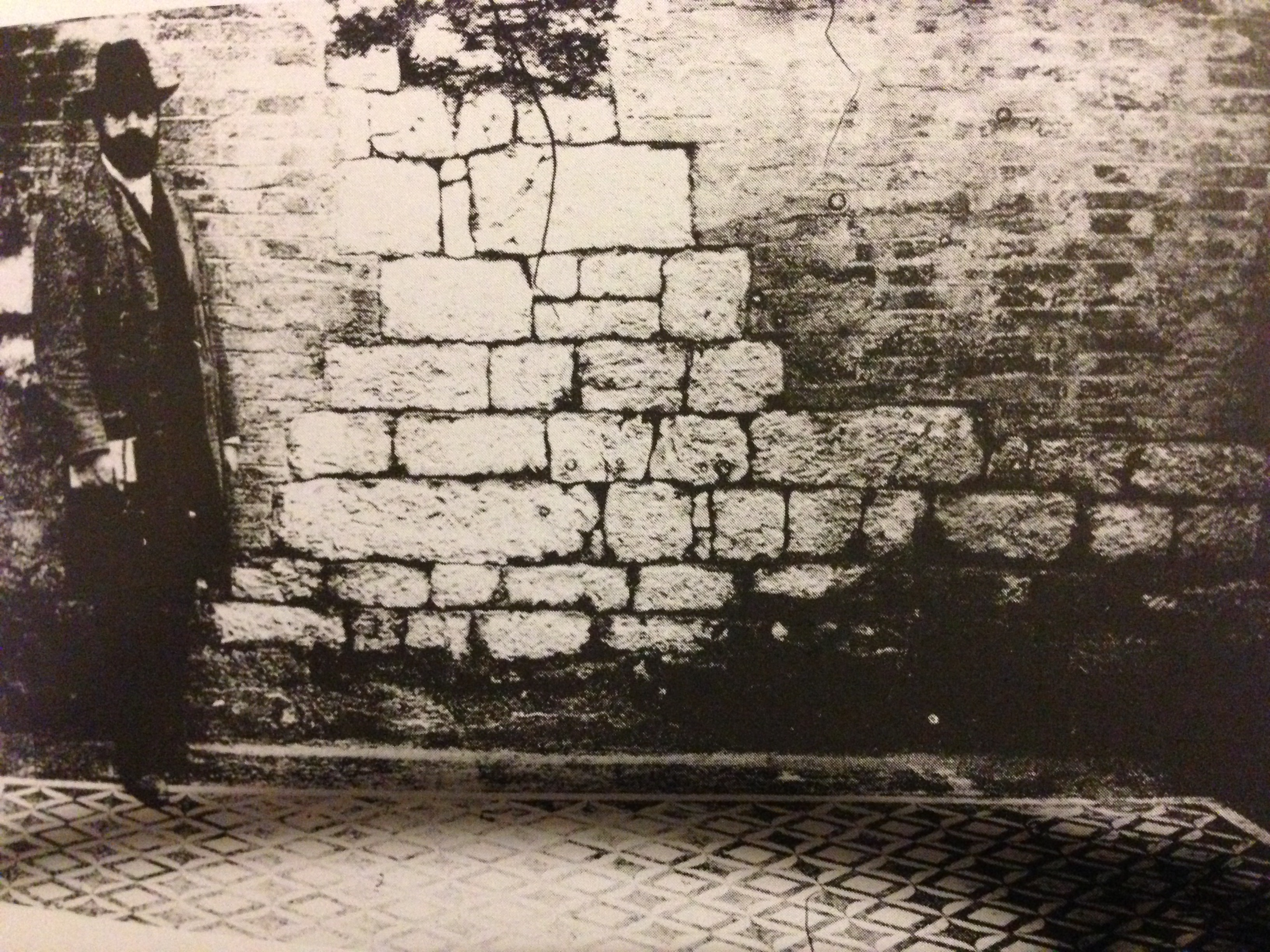
Giuseppe Sordini durante gli scavi

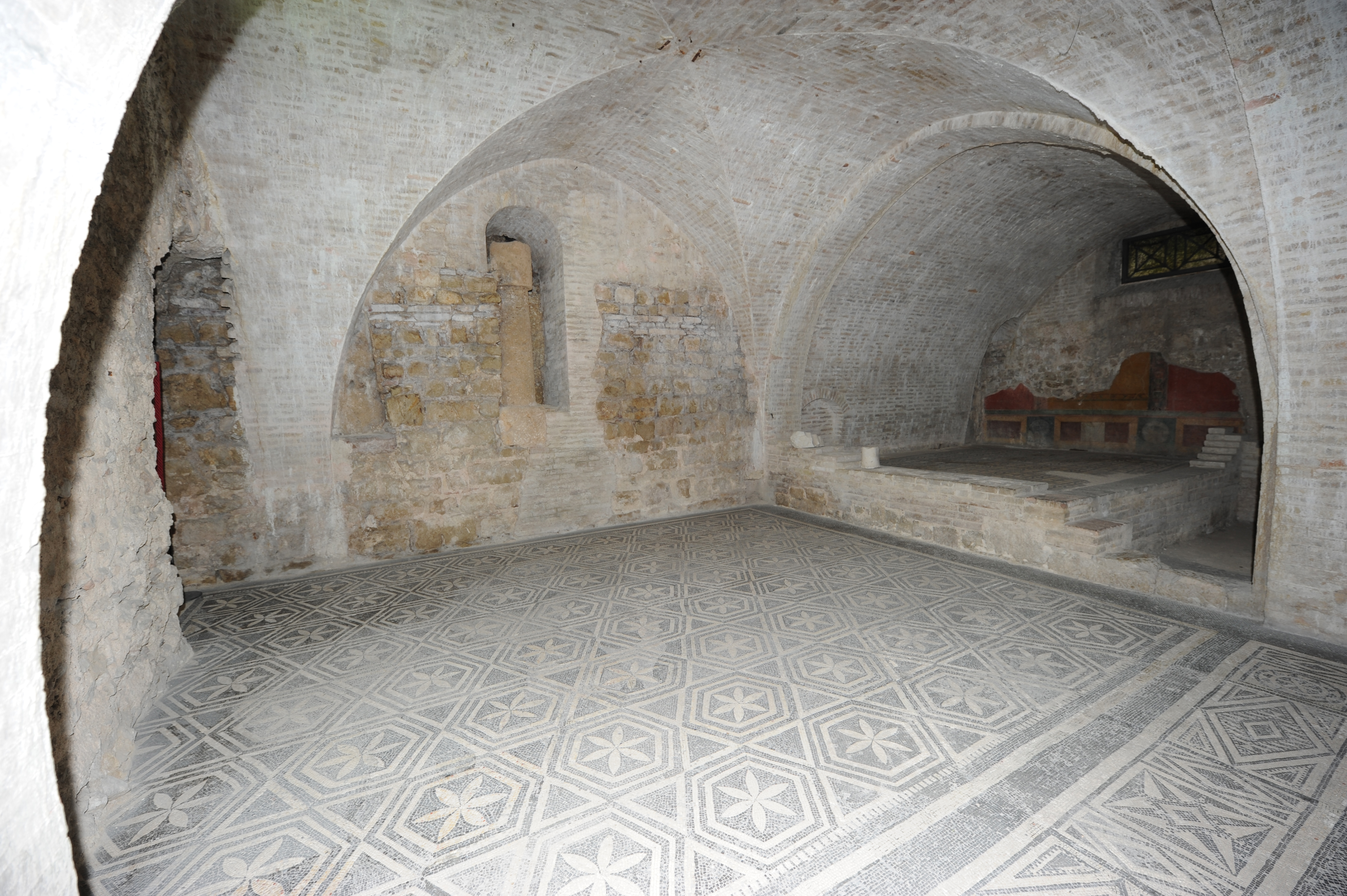
Tablinium e Triclinium

Un frammento di iscrizione, rinvenuto nel pozzo della casa, con dedica all'imperatore Caligola da parte di una certa Polla, ha fatto ritenere agli epigrafisti dell'Istituto Archeologico Germanico che l'importante domus fosse appartenuta a Vespasia Polla, madre dell'imperatore Vespasiano, originaria di Norcia e proprietaria di beni in una località tra Nursia e Spoletium chiamata Vespasiae.
Giuseppe Sordini descrisse minuziosamente gli ambienti e i materiali scavati man mano che venivano alla luce in Bollettino degli Scavi sul periodico La Nuova Umbria, dove scriveva sotto lo pseudonimo di Spoletanus. 
Nel 1886 i lavori vennero interrotti per circa 4 anni; i principali reperti raccolti furono illustrati con tavole ad acquerelli, china e matita da L. Astolfi, Giuseppe Moscatelli e Benigno Peruzzi.
La pubblicazione più completa e ricca di dettagli relativa ai lavori compare in vari fascicoli della rivista Notizie degli Scavi del 1913, sempre per mano del Sordini,  mentre sue memorie e appunti sono conservate presso la Sezione di Archivio di Stato di Spoleto.

## Storia
L'abitazione, restaurata nel secolo seguente la costruzione, rimase in uso fino ad epoca alto-medievale per poi essere semi distrutta probabilmente da un incendio.
Nel Quattrocento durante la costruzione del palazzo della famiglia Brancaleoni venne sacrificata ciò che restava della parte anteriore della casa. Alcuni ambienti rimasti tornarono in parte in luce nel 1784 durante il totale rinnovamento del sovrastante Palazzo comunale, per poi rimanere nascosti fino al 1885. 

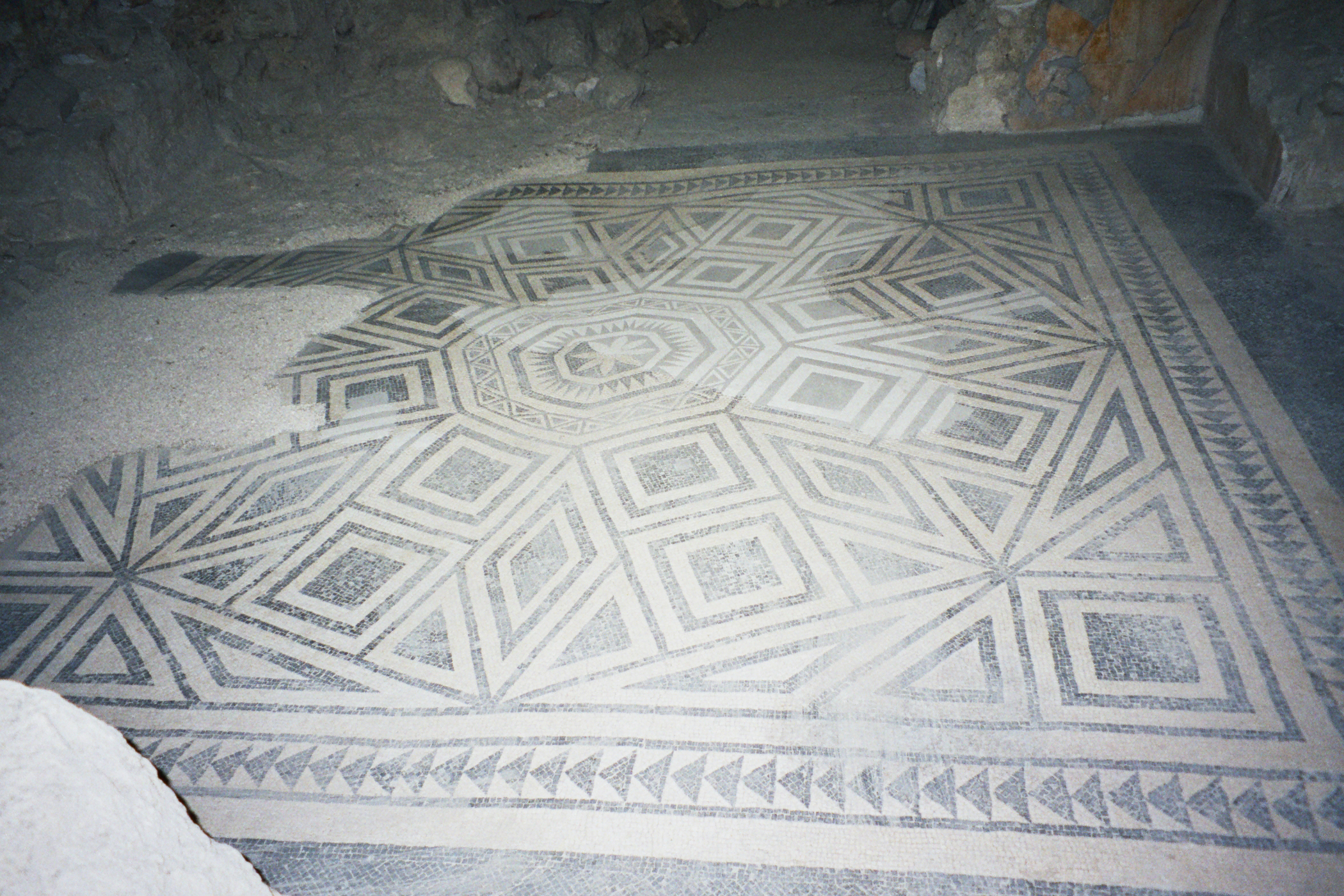
Prima ala di sinistra

Nel 1890 fu eseguita la copertura delle stanze scavate dall'alto 5 anni prima, e fu creato un ingresso da via Visiale.
Ulteriori scavi effettuati a partire dai soprastanti ambienti comunali avvennero nel 1913 e riguardarono l'ambiente a sinistra del tablinium.
Nel 1943 vennero restaurati i mosaici rigonfi, danneggiati dalle notevoli infiltrazioni d'acqua provenienti dalla pavimentazione della piazza sovrastante. Il delicato compito fu eseguito dall'Opificio delle pietre dure di Firenze

## Descrizione
Il lato posteriore dell'edificio è addossato ad un alto terrapieno sbancato per un'altezza di circa 3 m. allo scopo di ricavare una superficie piana che consentisse la costruzione della casa.
Lo schema architettonico riflette quello classico delle abitazioni patrizie romane; la posizione, in prossimità del foro, e la ricchezza dell'apparato decorativo, fanno ritenere che il proprietario fosse più che benestante, ben in vista in città e appartenente al ceto dirigente.
Lo spazio infatti è organizzato come luogo di lavoro, aperto ai visitatori, adatto allo svolgimento degli affari, delle attività sociali e politiche del pater familias. Si sviluppa attraverso un lungo asse che inizia con l'ingresso, prosegue con l'atrium e termina con il tablinum, la stanza principale di rappresentanza dove il patronus riceveva la clientela. Nell'atrium, vano centrale intorno al quale si dispongono le altre stanze, si trovano l’impluvium, sotto il quale è presente una cisterna/vasca per raccogliere l'acqua piovana, e il compluvium, che si apre nel soffitto, dando luce al resto della casa e permettendo all'acqua di entrare. Ai lati sono i cubicula e le alae, ambienti secondari ma che conservano interessanti pavimenti musivi. Nel triclinium sono ancora visibili frammenti di affreschi, mentre del peristilium restano soltanto alcuni frammenti di colonne.

Alcune stanze insieme all'ingresso sono state distrutte, pertanto l'accesso attualmente è direttamente dall'atrio. 

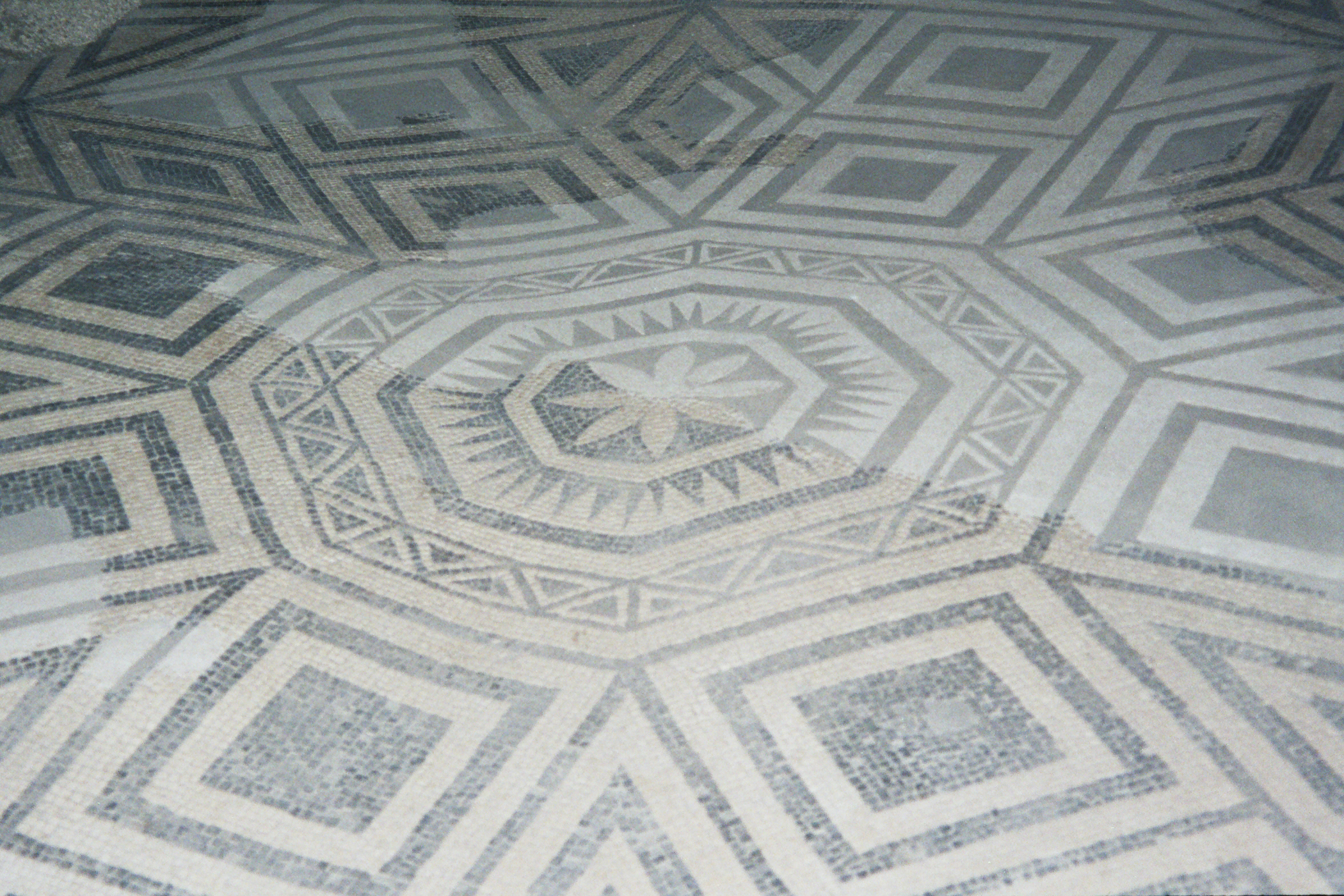
Pavimento del cubicolo 2

Le dimensioni totali dell'abitazione sono comunque ridotte rispetto ad altre domus di romani di rango elevato, perciò si ipotizza che in origine potesse avere anche un piano superiore.
Tutta la casa era abbondantemente decorata con mosaici sui pavimenti e sulle soglie, affreschi alle pareti, stucchi sui soffitti e elementi policromi in terracotta sul tetto.
I più importanti oggetti rinvenuti sono esposti in alcune bacheche all'interno della casa.
Attualmente (dicembre 2014) tutti i pavimenti musivi sono in ottimo stato di conservazione, anche grazie a svariati interventi e restauri durati circa 10 anni e terminati nel 2002.